# Buhang-myeon
Buhang-myeon (koreanska: 부항면) är en socken i den centrala delen av Sydkorea, 190 km sydost om huvudstaden Seoul. Den ligger i kommunen Gimcheon i provinsen Norra Gyeongsang. 